# 布朗寧頓 (密蘇里州)
布朗寧頓（英語：Brownington）是位於美國密蘇里州亨利縣的城市。

## 人口
根據2020年美國人口普查的數據，布朗寧頓的面積為0.31平方千米，皆為陸地。當地共有人口71人，而人口密度為每平方千米229人。